# Fidonia confluens
Fidonia confluens är en fjärilsart som beskrevs av Charles Oberthür 1896. Fidonia confluens ingår i släktet Fidonia och familjen mätare. Inga underarter finns listade i Catalogue of Life.